# Källsjösjön
Källsjösjön är en sjö i Hudiksvalls kommun i Hälsingland och ingår i Delångersåns huvudavrinningsområde. Sjön har en area på 0,15 kvadratkilometer och ligger 229,1 meter över havet. Sjön avvattnas av vattendraget Brickabäcken.

## Delavrinningsområde
Källsjösjön ingår i det delavrinningsområde (687723-153703) som SMHI kallar för Inloppet i Grundsjön. Medelhöjden är 286 meter över havet och ytan är 15,12 kvadratkilometer. Det finns inga avrinningsområden uppströms utan avrinningsområdet är högsta punkten. Brickabäcken som avvattnar avrinningsområdet har biflödesordning 2, vilket innebär att vattnet flödar genom totalt 2 vattendrag innan det når havet efter 73 kilometer. Avrinningsområdet består mestadels av skog (90 procent). Avrinningsområdet har 0,15 kvadratkilometer vattenytor vilket ger det en sjöprocent på 1 procent.